# یعفور

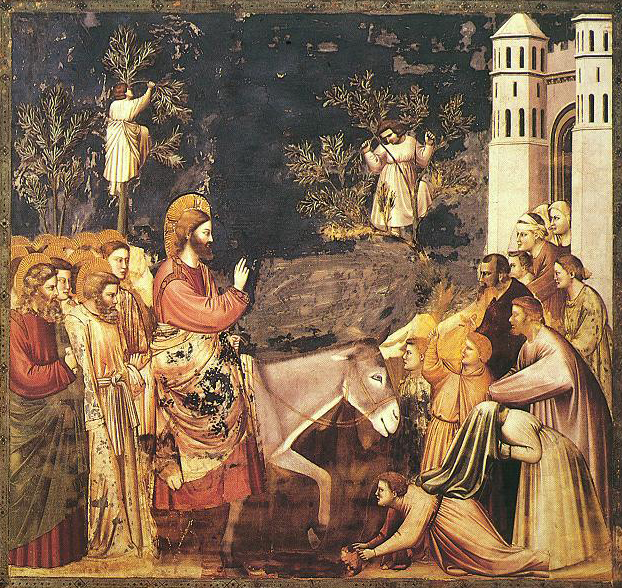
با توجه به روایات اسلامی، خر عیسی از اجداد خر محمد بود و هر دو با نام یعفور نامیده می‌شدند.

یعفور (که با نامهای عفیر و یوفر نیز استفاده شده است) در زبان عربی به معنی گوزن می‌باشد. خری بود که پیامبر اکرم محمد اغلب و معمولاً بدون زین بر آن سوار می‌شد. داستانهای زیادی در مورد آن وجود دارد ولی مشهور تر از همه این است که آن خر هدیه‌ای از جانب فرماندار رومی مصر در بین سالهای ۶۲۸ تا ۶۴۸ میلادی و سالهای ۸ تا ۱۱ هجری بوده است.